# Poggio Buco
Poggio Buco est un site archéologique située dans la province de Grosseto, au sud-ouest de Pitigliano, en Italie  dans la zone dite « Area del Tufo ».
Le site a été identifié avec la Statonie étrusque en raison de la découverte d'une stèle qui y faisait référence, mais cette hypothèse est considérée comme dépassée.
La localité étrusque s'est développée non loin des lieux-dits Corano et Poggio Formica où furent découvertes des tombes préhistoriques datant du chalcolithique. Le site doit avoir connu sa plus grande splendeur au VIIe siècle av. J.-C. Les ruines archéologiques comprennent plusieurs tombes creusées dans le tuf formant la nécropole ainsi que des restes d'une partie d'une enceinte murée discontinue qui devait délimiter l'habitat. On trouve également sur le site les ruines d'une église médiévale.[réf. nécessaire]